# Алферьев, Сергей Петрович
Сергей Петрович Алферьев (1816–1884) — русский медик, ординарный профессор и декан медицинского факультета Императорского университета св. Владимира, действительный статский советник.

## Биография
Родился 4 (16) октября 1816 года в Орле, сын обедневшего московского дворянина. Его сестра Елизавета Петровна Лескова (1813—1886), была женой чиновника Семена Дмитриевича Лескова, матерью писателя Николая Семеновича Лескова и доктора медицины Алексея Семеновича Лескова. Вторая сестра Наталья Петровна Константинова, была замужем за состоятельным орловским помещиком, третья, Александра Петровна Шкотт — за богатым англичанином
Изучал медицину в Императорской медико-хирургической академии города Санкт-Петербурга, затем в Московской медико-хирургической академии, где в 1838 году успешно окончил курс с серебряной медалью и с званием лекаря I отделения.
После окончания академии, с 1838 по 1842 год, состоял ординатором Екатерининской больницы города Москвы.
В 1843 году Алферьев, блестяще защитив диссертацию «De hydrophobia contagiosa», получил звание доктора медицины и был командирован на два года за границу для усовершенствования в медицине. Им был прислан подробный отчёт о полученных знаниях, который был затем опубликован в томе XLVIII Журнала министерства народного просвещения.
По возвращении в Российскую империю определён в 1846 году экстраординарным профессором, с 1847 года — ординарным профессором Московской медико-хирургической академии, а затем на ту же должность в университет Святого Владимира по кафедре частной терапии, где с 1850 по 1854 год был деканом медицинского факультета. Он был основателем и первым заведующим кафедрой специальной патологии и терапии с госпитальной клиникой (1849—1857).

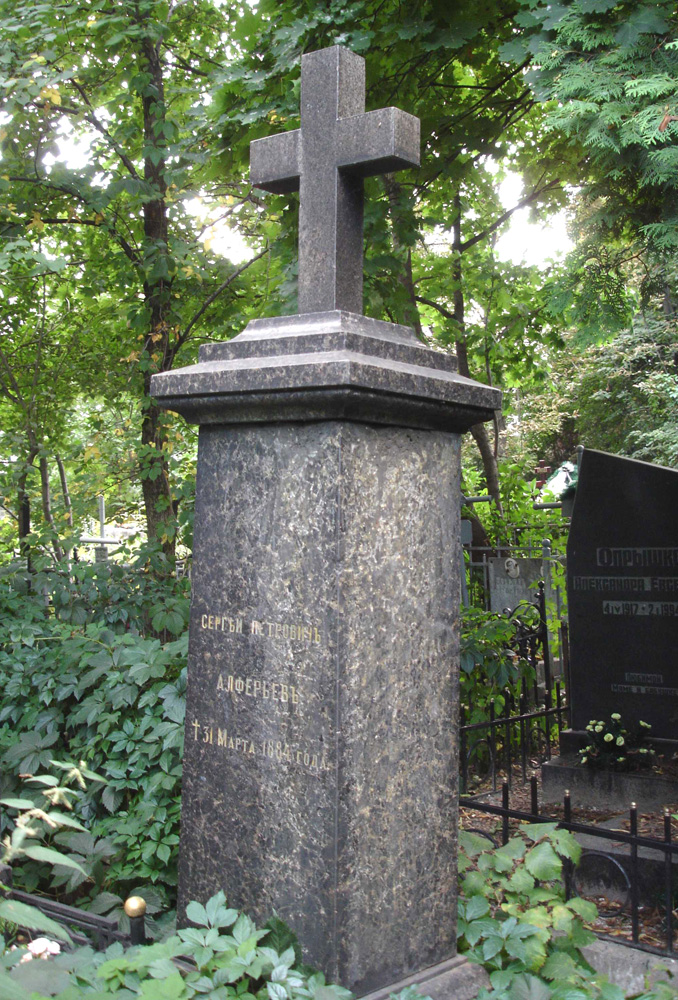
Надгробие С. П. Алферьева

В 1856 году С. П. Алферьев, вместе с киевским профессором Ф. Ф. Мерингом, командирован по высочайшему повелению в места расположения Южной армии для подачи помощи тифозным больным и изучения характера и свойств этой эпидемии в войсках; позднее с этой же целью ездил в Константинополь.
В 1857—1858 годах профессор Алферьев редактировал сделанный студентами Киевского университета перевод книги Георга Августа Рихтера (нем.) «Частная патология и терапия».
С 1857 года Алферьев заведовал (после Цыцурина) кафедрой терапевтической клиники с семиотикой и в 1864 году вышел в отставку. Состоял консультантом при больнице Киевской духовной академии и Киевской семинарии.
Действительный статский советник (1868). Был награждён орденами Св. Анны 3-й и 2-й степени, Св. Владимира 3-й степени, бронзовой медалью в память Крымской войны.
Приходился дядей (братом матери) писателю Николаю Семёновичу Лескову, который жил у него в Киеве и вспоминал о нём в своих произведениях.
Скончался в Киеве 31 марта (12 апреля) 1884 года от воспаления лёгких. Похоронен на старой части Байкова кладбища.

## Избранные труды
- «О тифозной горячке в южной армии» («Военно-медицинский журнал» 1856 г.);
- «О поездке в Константинополь» («Военно-медицинский журнал» 1856);
- «Отчет проф. Алферьева и Меринга, командированных в южную армию в Крыму» («Военно-медицинский журнал» 1857 г. часть 69, 2; 1859 г. ч. 75, 1. 2; "Med. Zeit. Russlands" 1858 г., 241, 49, 57, 65, 273);
- Речь «Об отношении патологической анатомия к лечению болезней» (произнесена 22.12.1846 в Киевском университете);
- «Разбор диссертации О. Халецкого» (в «Киевские Университетские Известия», 1872, IV);
- «Аспирационный и инфекционный прибор, заменяющий все до сих пор существующие аспираторы и всякие шприцы» («Медицинский вестник» 1876 год, № 29).